# Le Corrupteur (film, 1999)
Pour les articles homonymes, voir Le Corrupteur.
Pour plus de détails, voir Fiche technique et Distribution.
Le Corrupteur (The Corruptor) est un film américain réalisé par James Foley, sorti en 1999.

## Synopsis
Nick Chen est un bon flic. Pris en exemple par ses collègues de la police de New York, il est expéditif, racé, rusé et, surtout, introduit dans le milieu des Triades, la très puissante mafia chinoise. Danny Wallace, lui, est un bleu. Il a une volonté de fer mais fait preuve d'un étrange manque de courage lors de son baptême de feu : une fusillade dans un bordel de Chinatown. Quand le second débarque dans le bureau du premier, avec la ferme intention de nettoyer le quartier chinois où règnent la loi des gangs et une corruption hissée au rang de tradition, le contact tourne à la confrontation. Et puis, comment faire respecter les règles quand il n'y en a aucune ?

## Fiche technique
- Titre : Le Corrupteur
- Titre original : The Corruptor
- Réalisation : James Foley
- Scénario : Robert Pucci
- Musique : Carter Burwell
- Photographie : Juan Ruiz-Anchia
- Montage : Howard E. Smith
- Production : Dan Balsted
- Sociétés de production : New Line Cinema & Illusion Entertainment Group
- Société de distribution : New Line Cinema
- Pays de production :  États-Unis
- Langue : Anglais, Cantonais
- Format : Couleur - DTS - Dolby Digital - SDDS - 35 mm - 2,35:1
- Durée : 106 min
- Dates de sortie :
  - États-Unis : 12 mars 1999
  - France : 14 juillet 1999
- Public : Film interdit au -12 ans

## Distribution
- Chow Yun-fat (VF : Michel Vigné ; VQ : Éric Gaudry) : L'inspecteur Nick Chen
- Mark Wahlberg (VF : Emmanuel Curtil ; VQ : Alain Zouvi) : L'inspecteur Danny Wallace
- Ric Young (VQ : Manuel Tadros) : Henry Lee
- Paul Ben-Victor (VQ : François L'Écuyer) : Pete Schabacker
- Jon Kit Lee : Jack
- Andrew Pang (VF : Daniel Lafourcade ; VQ : Luis de Cespedes) : L'inspecteur Willy Ung
- Elizabeth Lindsey : Louise Deng
- Brian Cox (VQ : Jean-Marie Moncelet) : Sean Wallace
- Byron Mann (VQ : Martin Watier) : Bobby Vu
- Kim Chan (en) : Benny Wong
- Beau Starr : Le capitaine Stan Klein